# Tatuyo
Pamöá (Tatuyo, Tatutapuyo, Tatú-tapuyo), pleme američkih Indijanaca s rijeke Pira-Paraná i gornjeg Papuríja u Kolumbiji. Oko 350 pripadnika (1983 SIL). Sami sebe nazivaju Umerekopinõ. Danas se mnogi žene s pripadnicima plemenima Bará i Barasána. 
Prema  (Whistler & Whistler 1979) sastoje se od podgrupa, viz.; Pamoa "armadillo", peta jïna "hormiga brava negra", owa "zarigüeya", jïna bïrïri, jïna pïnaa, pinoa "boa". Patrice Bidou (1977.) daje nazive klanova: huna, pinoa mahá ("anakonda"), úwamara, húna puná i pawma mahá.